# Tom Kuchel
Tom Kuchel (Anaheim, 1910. augusztus 15. – Beverly Hills, 1994. november 21.) az Amerikai Egyesült Államok szenátora (Kalifornia, 1953–1969).